# Jerzy Fijałkowski
Jerzy Fijałkowski (ur. 1 stycznia 1944 w Piastowie) – polski dyplomata i ekonomista, chargé d’affaires w Zairze (Demokratycznej Republice Konga) (1983–1986).

## Życiorys
Syn Wacława i Janiny. W 1967 ukończył studia na Wydziale Handlu Zagranicznego Szkoły Głównej Planowania i Statystyki. Od 1966 do 1969 sekretarz Komisji Zagranicznej Rady Naczelnej Zrzeszenia Studentów Polskich. W 1963 wstąpił do Polskiej Zjednoczonej Partii Robotniczej. W latach 80. był I sekretarzem POP PZPR przy PHZ „Polservice”.
Pracował jako naczelnik oddziału w Biurze Współpracy Naukowej z Zagranicą Polskiej Akademii Nauk (1969–1972, 1978–1979) i wicedyrektor stacji naukowej PAN w Paryżu (1972–1978). Od 1979 specjalista techniczno-ekonomiczny i następnie kierownik działu organizacji rynków i polityki handlowej w Przedsiębiorstwie Handlu Zagranicznego „Polservice”. Od czerwca 1983 do lipca 1987 był I Sekretarzem Ambasady PRL w Kinszasie i jednocześnie miejscowym przedstawicielem „Polservice”. Od 26 lipca 1983 do grudnia 1986 pełnił funkcję chargé d’affaires PRL w Zairze. Po powrocie z placówki w ramach PHZ „Polservice” był kolejno kierownikiem działu i biura ogólno-ekonomicznego, a od 1989 dyrektorem naczelnym. W III RP został wspólnikiem Polservice sp. z o.o..